# Potamogeton dunicola
Potamogeton dunicola là một loài thực vật có hoa trong họ Potamogetonaceae. Loài này được Tur miêu tả khoa học đầu tiên năm 1982.